# Kilian Kretschmer
Kilian Kretschmer (* 10. April 2001 in Mistelbach) ist ein österreichischer Fußballtorwart.

## Karriere
Kretschmer begann seine Karriere beim USV Gaweinstal. Zur Saison 2014/15 wechselte er in die AKA St. Pölten, in der er in Folge sämtliche Altersstufen durchlief. Im Jänner 2020 wechselte er zu den Amateuren des SKN St. Pölten. Im Februar 2020 stand er auch erstmals im Kader der Bundesligaprofis, für die er aber nie zum Einsatz kommen sollte. Nach fünf Einsätzen für die Amateure in der Landesliga verließ er den SKN nach der Saison 2020/21.
Nach einem halben Jahr ohne Klub wechselte Kretschmer im Jänner 2022 zum Regionalligisten SV Stripfing. Für Stripfing absolvierte er 36 Partien in der Regionalliga, ehe er mit dem Klub 2023 in die Regionalliga aufstieg. Sein Debüt in der 2. Liga gab er dann im Juli 2023, als er am ersten Spieltag der Saison 2023/24 gegen den FC Admira Wacker Mödling in der Startelf stand.
Nach zwei Saisonenen mit den Niederösterreichern in der 2. Liga wechselte Kretschmer zur Saison 2025/26 zum Ligakonkurrenten Schwarz-Weiß Bregenz, bei dem er einen bis 2027 laufenden Vertrag erhielt.